# Olympische Sommerspiele 2016/Teilnehmer (Samoa)
| Gelbes Symbol für Goldmedaillen mit stilisierten Olympischen Ringen | Graues Symbol für Silbermedaillen mit stilisierten Olympischen Ringen | Braundes Symbol für Bronzemedaillen mit stilisierten Olympischen Ringen |
| ------------------------------------------------------------------- | --------------------------------------------------------------------- | ----------------------------------------------------------------------- |
| —                                                                   | —                                                                     | —                                                                       |

Samoa nahm an den Olympischen Spielen 2016 in Rio de Janeiro teil. Es war die insgesamt neunte Teilnahme an den Olympischen Sommerspielen. Das Samoa Association of Sports and National Olympic Committee nominierte acht Athleten in fünf Sportarten.

## Teilnehmer nach Sportarten

### Gewichtheben
| Athleten     | Wettbewerb       | Reißen  | Reißen | Stoßen  | Stoßen | Zweikampf | Zweikampf | Rang |
| Athleten     | Wettbewerb       | Gewicht | Rang   | Gewicht | Rang   | Gewicht   | Rang      | Rang |
| ------------ | ---------------- | ------- | ------ | ------- | ------ | --------- | --------- | ---- |
| Frauen       |                  |         |        |         |        |           |           |      |
| Mary Opeloge | Klasse bis 75 kg | 100 kg  | 9      | 118 kg  | 11     | 218 kg    | 11        | 11   |
| Männer       |                  |         |        |         |        |           |           |      |
| Nevo Ioane   | Klasse bis 62 kg | 120 kg  | 10     | 161 kg  | 6      | 281 kg    | 8         | 8    |

### Judo
| Athleten  | Wettbewerb  | 1. Runde     | 1. Runde    | 2. Runde      | 2. Runde      | Viertelfinale | Viertelfinale | Halbfinale / Trostrunde | Halbfinale / Trostrunde | Finale / Platz 3 | Finale / Platz 3 | Rang |
| Athleten  | Wettbewerb  | Gegner       | Ergebnis    | Gegner        | Ergebnis      | Gegner        | Ergebnis      | Gegner                  | Ergebnis                | Gegner           | Ergebnis         | Rang |
| --------- | ----------- | ------------ | ----------- | ------------- | ------------- | ------------- | ------------- | ----------------------- | ----------------------- | ---------------- | ---------------- | ---- |
| Männer    |             |              |             |               |               |               |               |                         |                         |                  |                  |      |
| Derek Sua | über 100 kg | A. Tangriyev | 000s3:100s0 | ausgeschieden | ausgeschieden | ausgeschieden | ausgeschieden | ausgeschieden           | ausgeschieden           | ausgeschieden    | ausgeschieden    | 17   |

### Kanu

#### Kanurennsport
| Athleten    | Wettbewerb | Vorlauf      | Vorlauf | Halbfinale    | Halbfinale    | Finale        | Finale        | Rang          |
| Athleten    | Wettbewerb | Zeit         | Rang    | Zeit          | Rang          | Zeit          | Rang          | Rang          |
| ----------- | ---------- | ------------ | ------- | ------------- | ------------- | ------------- | ------------- | ------------- |
| Frauen      |            |              |         |               |               |               |               |               |
| Anne Cairns | K-1 200 m  | 43.652 s     | 7       | ausgeschieden | ausgeschieden | ausgeschieden | ausgeschieden | ausgeschieden |
| Anne Cairns | K-1 500 m  | 2:01,885 min | 7       | ausgeschieden | ausgeschieden | ausgeschieden | ausgeschieden | ausgeschieden |

### Leichtathletik
Laufen und Gehen 
| Athleten      | Wettbewerb | Runde 1 | Runde 1 | Halbfinale    | Halbfinale    | Finale        | Finale        | Rang |
| Athleten      | Wettbewerb | Zeit    | Rang    | Zeit          | Rang          | Zeit          | Rang          | Rang |
| ------------- | ---------- | ------- | ------- | ------------- | ------------- | ------------- | ------------- | ---- |
| Männer        |            |         |         |               |               |               |               |      |
| Jeremy Dodson | 200 m      | 20,51 s | 34      | ausgeschieden | ausgeschieden | ausgeschieden | ausgeschieden | 34   |

 Springen und Werfen 
| Athleten  | Wettbewerb | Qualifikation | Qualifikation | Finale        | Finale        | Rang |
| Athleten  | Wettbewerb | Weite/Höhe    | Rang          | Weite/Höhe    | Rang          | Rang |
| --------- | ---------- | ------------- | ------------- | ------------- | ------------- | ---- |
| Männer    |            |               |               |               |               |      |
| Alex Rose | Diskuswurf | 57,24 m       | 29            | ausgeschieden | ausgeschieden | 29   |

### Schwimmen
| Athleten         | Wettbewerb     | Vorlauf     | Vorlauf | Halbfinale    | Halbfinale    | Finale        | Finale        | Rang |
| Athleten         | Wettbewerb     | Zeit        | Rang    | Zeit          | Rang          | Zeit          | Rang          | Rang |
| ---------------- | -------------- | ----------- | ------- | ------------- | ------------- | ------------- | ------------- | ---- |
| Frauen           |                |             |         |               |               |               |               |      |
| Evelina Afoa     | 100 m Rücken   | 1:08,74 min | 32      | ausgeschieden | ausgeschieden | ausgeschieden | ausgeschieden | 32   |
| Männer           |                |             |         |               |               |               |               |      |
| Brandon Schuster | 200 m Freistil | 1:57,72 min | 46      | ausgeschieden | ausgeschieden | ausgeschieden | ausgeschieden | 46   |